# So fallen die Lose des Lebens
So fallen die Lose des Lebens ist ein österreichisch-ungarisches Stummfilmmelodram unter der Regie von Friedrich Rosenthal, erschienen 1918, mit Liane Haid und Thea Rosenquist als zwei ungleiche Schwestern.

## Handlung
Anna und Mela verdienen sich ihren Lebensunterhalt als Blumenmacherinnen. Obwohl Schwestern, sind die beiden jungen Frauen doch recht ungleich. Während Anna, die Ältere ernst und fleißig ist, gilt Mela als leichtsinnig und flatterhaft. In dem Maler Hans Weigand hat Anna einen aufrichtigen Verehrer, der sie unbedingt heiraten möchte. Diese wäre auch nicht abgeneigt, hätte sie ihrer Mutter nicht auf dem Totenbett das Versprechen gegeben, sich zunächst um Mela zu kümmern, damit die kleine Schwester nicht auf Abwege gerate. Enttäuscht nimmt daraufhin Weigand ein Stipendium des reichen Mäzens Adalbert von Darnau an und geht zu Kunststudien nach Italien. Eines Tages werden die beiden jungen Frauen in das Haus eines wohlhabenden Bankiers gebeten, um dort das Hochzeitskleid von dessen Tochter mit Blumen auszuschmücken. Mela sieht ein kostbares Perlencollier und legt es aus purer Koketterie an. Als jemand kommt, kann sie das Schmuckstück nicht rechtzeitig zurücklegen. Das Verschwinden des Colliers wird natürlich sofort bemerkt, und der Verdacht fällt auf die beiden Schwestern. Es folgt eine Hausdurchsuchung bei den Geschwistern. Der Schmuck wird entdeckt, und die herzensgute Anna nimmt die Schuld auf sich. Es kommt zu einem Prozess, die anwesende Mela weicht dem Blick ihrer unschuldig angeklagten Schwester aus, und lässt diese ins offene Messer rennen. Schließlich wird Anna zu einer Gefängnisstrafe verurteilt.
Die wahre Schuldige, Mela, packt hingegen mitnichten die Reue, ganz im Gegenteil, setzt sie ihr Leben mit der ihr eigenen liederlichen Einstellung fort. Ihre Schwester hat sie darüber längst vergessen. Der Blumenstickerei leid, arbeitet Mela nach kurzer Zeit hinter der Theke einer Bar und lernt schließlich den reichen und deutlich älteren Herrn von Darnau kennen, den sie auch heiratet. Doch auch ihm gegenüber benimmt sie sich mies, betrügt ihn nach Strich und Faden mit einem Jüngeren und gibt sich ganz dem Vergnügen und Laster hin. Ihrem eifersüchtigen Mann, der hinter ihren Ehebruch gekommen ist, wirft sie nur hohnlachend entgegen: „Jugend gehört zu Jugend!“ Ihrem graumelierten Gatten fehlt die Kraft, Mela etwas entgegenzusetzen. Nachdem Anna ihre Strafe verbüßt hat, kehrt sie zu ihrer Schwester zurück und wohnt im Hause Darnau. Als ihr Mann heimkehrt, versteckt Mela Anna hinter einem Paravent, da sie sich ihrer „kriminellen“ Schwester schämt. Darnau, der hinter dem Sichtschutz einen Liebhaber Melas vermutet, schießt durch die „spanische Wand“ und tötet die völlig unschuldige Anna. So ist die verantwortungsbewusste ältere Schwester bis in ihren Tod hinein dem am Sterbebett der Mutter abgegebenen Versprechen treu geblieben.

## Produktionsnotizen
So fallen die Lose des Lebens wurde am 13. September 1918 uraufgeführt. Der Vierakter besaß eine Länge von 1410 Meter. Die vorhandene Fassung hat eine Länge von 1169 Metern.
Mit diesem Film endete die nahezu den gesamten Ersten Weltkrieg währende, regelmäßige, filmische Zusammenarbeit zwischen Liane Haid und ihrem rund 30 Jahre älteren Kollegen Hermann Benke, die unter anderem in Mit Herz und Hand fürs Vaterland, Mit Gott für Kaiser und Reich, Sommeridylle, Die Tragödie auf Schloß Rottersheim, Auf der Höhe, Lebenswogen, Mir kommt keiner aus und Der König amüsiert sich gemeinsam vor die Kamera traten.

## Zum Regisseur
So fallen die Lose des Lebens war einer von nur drei Filmen des jüdischen Theatermachers (Regie, Dramaturgie) und Publizisten Friedrich Rosenthal. Bis März 1938 hatte er zuletzt sechs Jahre lang am Burgtheater bei 26 Stücken Regie geführt und auch am Volkstheater inszeniert. Beim Anschluss Österreichs sofort entlassen, floh er nach Frankreich, wo ihn die Gestapo nach dem Einmarsch der Wehrmacht verhaftete und am letzten Augusttag 1942 ins KZ Auschwitz deportierte.

## Kritiken
Paimann’s Filmlisten resümierte: „Stoff und Spiel, Photos und Szenerie zumeist sehr gut.“
Im österreichischen Filmarchiv ist zu lesen: „Wie fallen nun die Lose? Ungerecht — das ist das melodramatische Moment in Rosenthals Drama — und zugleich unaufhaltsam. Rosenthals Film … ist dahingehend tragisch, als er eine überkommene Welt die „das Pochen an der Zimmertür“ (Stefan Zweig) der Katastrophen des 20. Jahrhunderts hinter ihren Vorhängen und schweren Türen nicht zu hören vermag, melancholisch verabschiedet.“

## Einordnung
„1918/1919 im Kino: die Welt ist seltsam aus den Fugen. Einmal wird moralisches Handeln bestraft, das andere Mal soll das Phantasma einer wissenschaftlich begründeten Weltherrschaft weniger Schrecken denn Beruhigung auslösen. Die Familien sind zerrissen.
Emotionale Bindungen fallen in den Bereich der Geschäftsbeziehungen und sind einmal Gefühle im Spiel, dann tragen sie die Maske der Berechnung oder eines triebverzehrten Begehrens. Eines ist gewiss: an sich zuerst zu denken, zahlt sich aus und zuviel Respekt vor den Toten mindert die Lebenschancen beträchtlich. Für die Gegenwart lautet die schlichte und perfide Losung: »wer nicht leben kann, muss sterben«. SO FALLEN DIE LOSE DES LEBENS spricht schon im Titel von Unausweichlichkeit. Eine junge Frau aus grauen Vorstadtverhältnissen nimmt das Vermächtnis ihrer verstorbenen Mutter ernst. Sie schützt ihre jüngere Schwester und stellt ihre eigenen Bedürfnisse zurück. Doch ihr Lebensweg, gewendet als Schicksal, gibt keine moralischen Kredite, vielmehr Lektionen in Enttäuschung und Bitterkeit. Am Ende müssen alle lernen zu verlieren.“